# Posada (establecimiento)

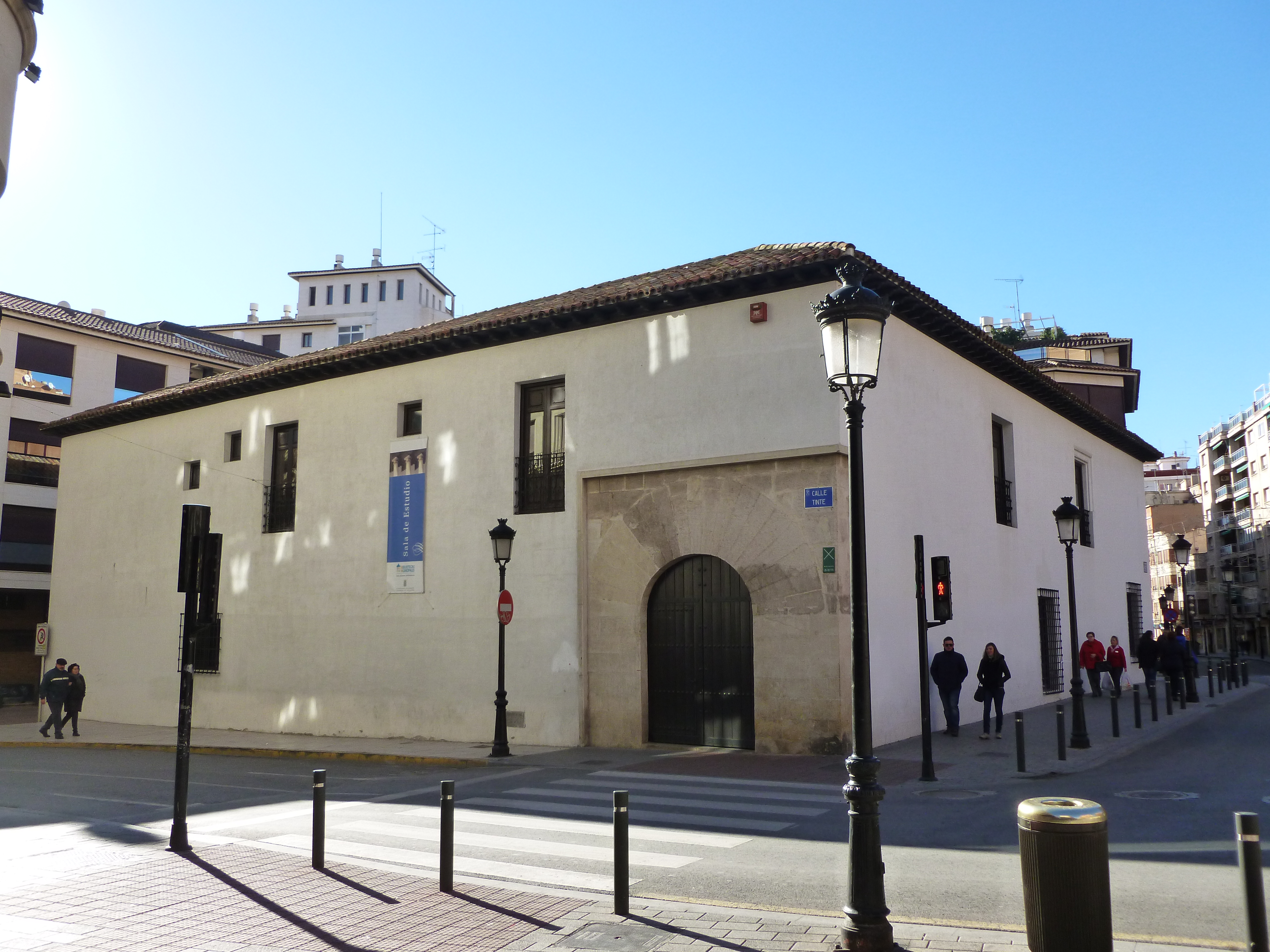
Posada del Rosario, del siglo xvi, en Albacete (España).

Posada es un establecimiento de hostelería de antigua tradición para dar albergue a viajeros. En su origen se trataba de edificios de hospedaje que incluían comida, bebida y un espacio para dormir, además de instalaciones para la carga, el equipaje, los carros y caballerías que pudieran acompañarles. A partir del siglo xix fueron modernizando estructura y servicios, llegando a convertirse en ocasiones en lujosos espacios de hospedaje. En el siglo xxi pueden encontrarse integrados en monumentos rehabilitados, como reclamos turísticos de la ciudad, lugar o región en la que se encuentren. Identificadas muchas veces con los primitivos mesones, en la actualidad el uso del término posada pueden aparecer como sinónimo de parador.

## Origen y etimología

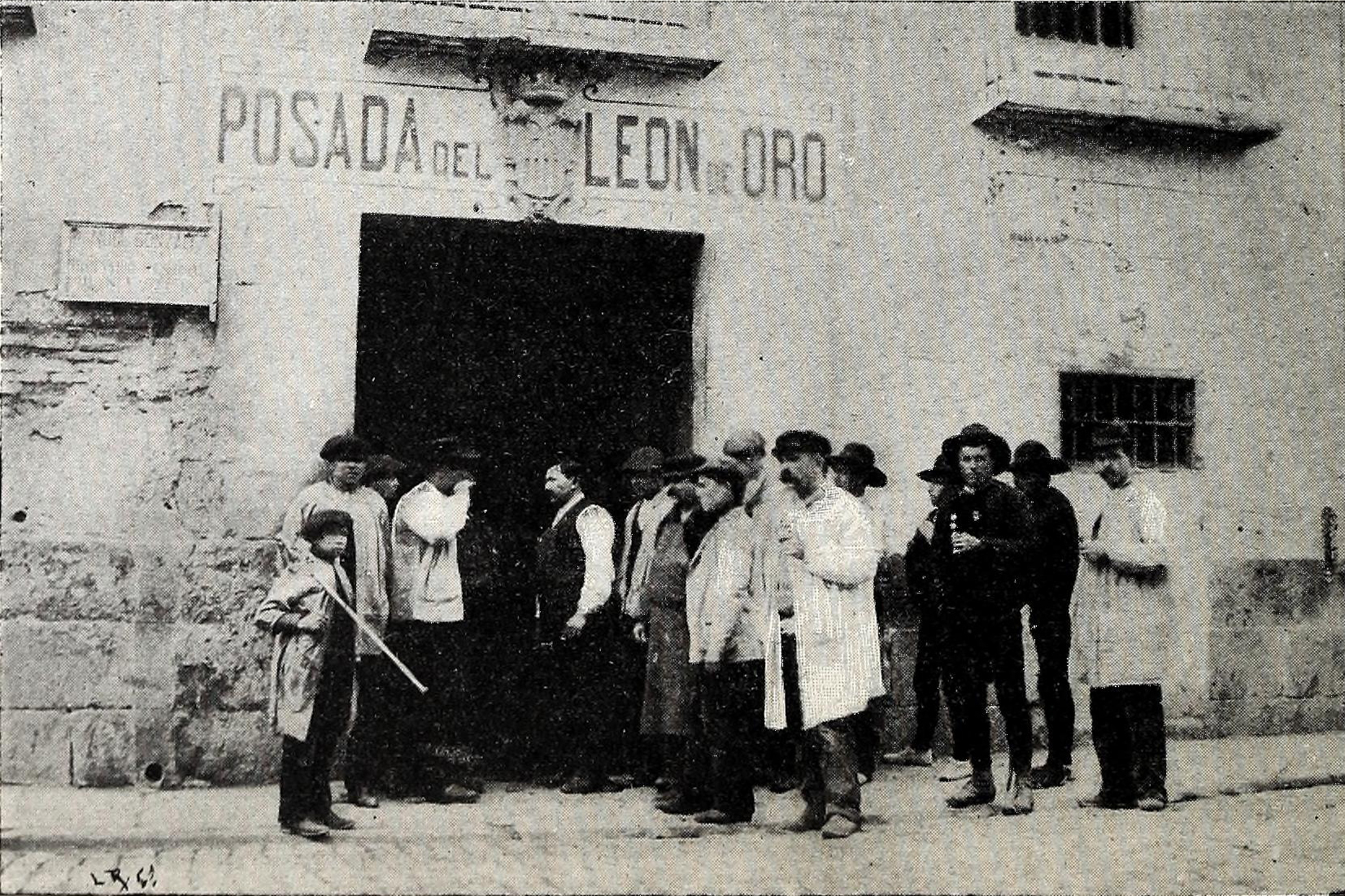
Posada del León de Oro, en Madrid (1897).

En el Diccionario de la lengua española se barajan varios términos procedentes del latín relacionados con los establecimientos de parada en las primitivas vías de transporte y comunicación (las calzadas). En concreto, posada es término derivado de «pausāre», forma del latín tardío para designar la acción de cesar, detener, reposar, pausar, que derivarían en la posada como lugar, edificio, ámbito para albergarse; otro punto de parada en el camino, de mayor entidad e importancia era la «mansio, -ōnis» (mesón o posada).
Sebastián de Covarrubias (1673), incluye posada en la descripción de la voz posar, que describe así: «vale descansar, porque pone el hombre la carga que trae a cuestas, y de allí fue dicho ‘Posada’, la casa donde reciben huéspedes, porque descansan su hato y el cansancio de sus personas».
Joan Corominas documenta «pausare» en 1129, relacionado con «pausa» (parada, dentención) y al parecer originado en la voz del griego «πáυο» (detengo, hago parar). De ellos se derivarían posada, posadero, aposentar, aposentamiento, aposentador (además de reposar, pausa y sus derivados).
Entre las influencias más importantes de este término hay que mencionar los abundante topónimos que ha generado no solo en España, como así también en Hispanoamérica, incluso Cerdeña, desde localidades hasta establecimientos específicos con una larga tradición histórica, como las posadas del Potro (en Córdoba, España) o el Peine, en Madrid, las posadas de San José y San Julián, en Cuenca; o la casa de la Santa Hermandad de Toledo. En Santiago de Chile puede citarse la Posada del Corregidor.

## Historia y descripción

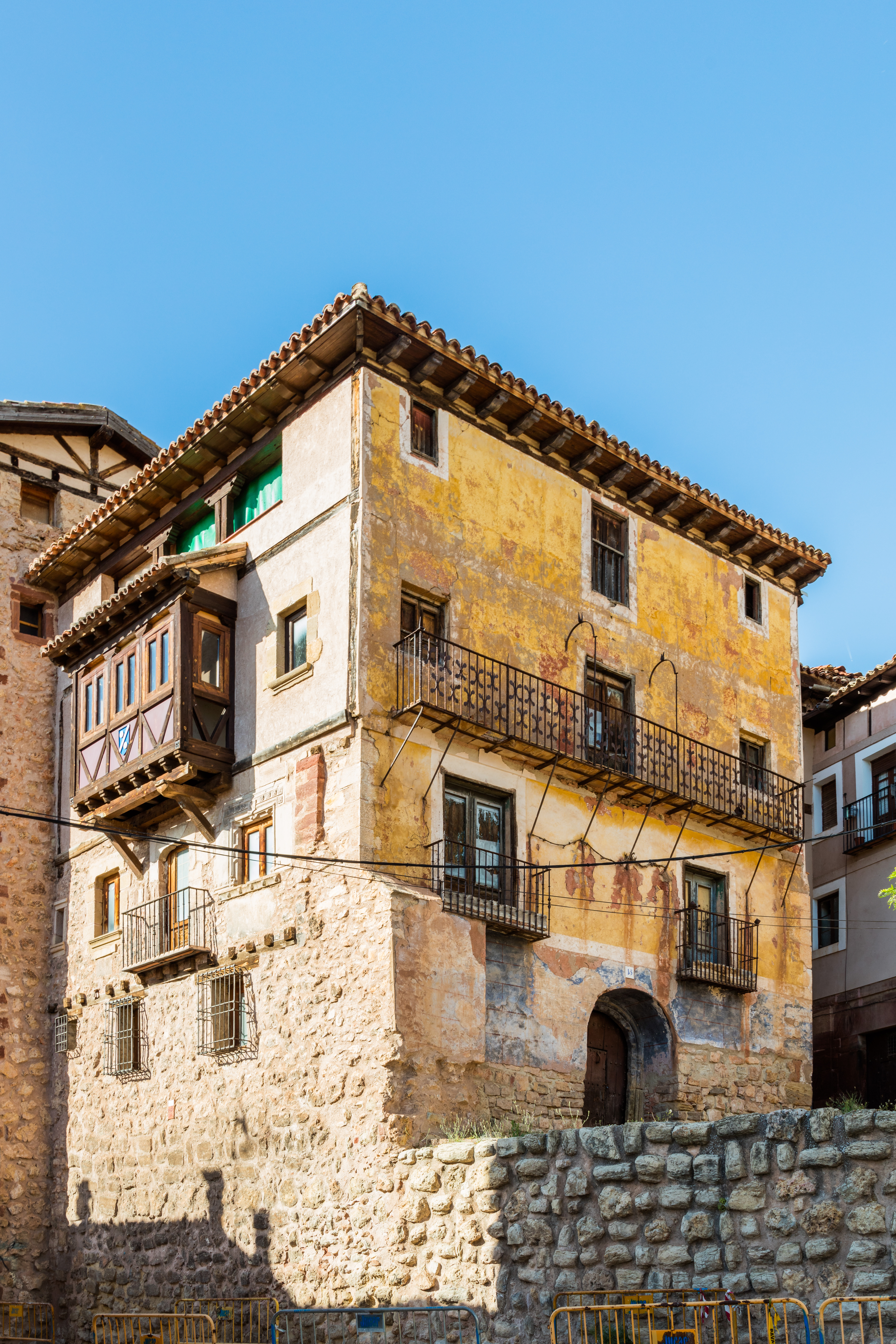
Posada de los Comuneros, en el barrio moro de Molina de Aragón (Guadalajara, España).

Más allá de la hospitalidad recomendada y practicada en Occidente desde la Grecia Clásica dando posada privada o pública al viajero, y del título de obra de misericordia con que el cristianismo premió el gesto de dar asilo, albergue o posada al peregrino, la posada como establecimiento oficial («cauponae») se sitúa en la época de Augusto, como punto de parada o pausa (parador) en el camino. El sentido práctico de la política romana apuntaba más a la seguridad de los correos imperiales y al puesto de posta (para alimentar, descansar o cambiar las caballerías) que a la necesidad de los posibles viajeros de la época. Los restos arqueológicos han permitido estipular que las posadas se encontraban cada 24 millas (unos 35 kilómetros, dado que cada milla romana corresponde a 1.480 metros), conociéndose diferentes tipos, como las «mansiones» y «mutationes», además de las mencionadas «cauponas». La normativa viaria romana, sin embargo, incentivó el espíritu comercial de los terratenientes propietarios de los terrenos por los que pasaba la calzada; una red de hospedaje que conservaron las medievales vías romeas, y los viajeros del Camino de Santiago.
Durante la Edad Media, la gestión y mantenimiento de las hospederías de peregrinos quedaría regulado por abades de monasterios y por los propios obispos. En los siglos xvi y xvii ya se diferencian casas de hospedaje con distintos nombres: fonda, mesón, posada y venta; aunque el catálogo resulta bastante confuso. Igual confusión se documenta en las crónicas de viajeros extranjeros en y por España a partir del xviii.

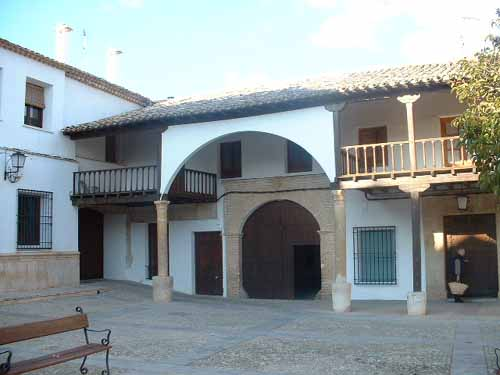
La posada Massó, en Villanueva de la Jara (La Manchuela).

Como edificio o establecimiento –y con la a menudo imprecisa denominación de posada–, la posada presenta un amplio catálogo y tipología, por lo general asociado al país o región donde se encuentra. En el contexto de la arquitectura tradicional española, esa variedad se documenta a partir de los edificios conservados, sea una corrala como en el caso de la cordobesa Posada del Potro; un edificio seudo-gremial del siglo xv, como la Posada de la Santa Hermandad en la ciudad de las Tres Culturas; la posada de San Julián, una tradicional casa de viajeros datada ya en el siglo xvi, en la capital conquense; la posada del Rosario, una arriería típicamente manchega y similar a las ventas de los caminos, como la conservada y restaurada en la capital albaceteña; y otras varias construcciones, ora mesón, ora parador, ora hospedería.

## En la literatura de viajes

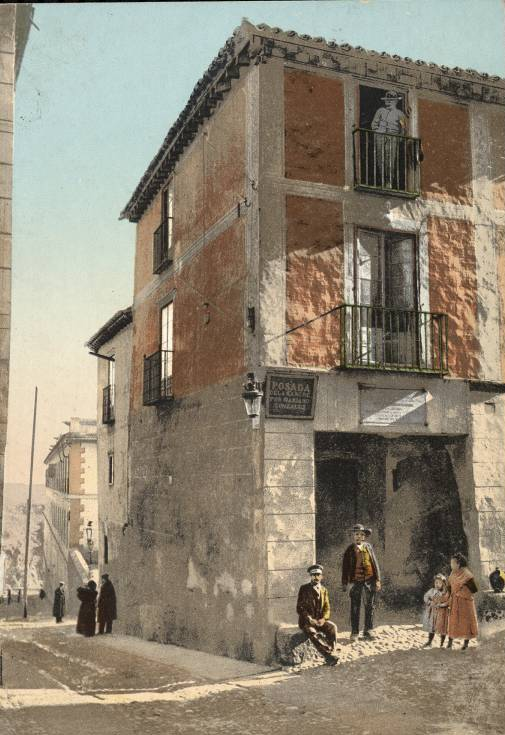
La ya desaparecida Posada de la Sangre (Toledo, España), declarada en 1920 Monumento Arquitectónico-Artístico.

Otra fuente documental tan variopinta como entretenida es la que puede extraerse de la abundante literatura de viajes que provocó la península ibérica en los viajeros del Romanticismo y sus continuadores, desde el veneciano Giacomo Casanova, hasta Edmundo de Amicis, pasando por Victor Hugo; todos ellos, y como ellos otros muchos han dejado magistrales páginas sobre las posadas españolas y sus posaderos. De tan amplio catálogo, pueden recordarse descripciones culinarias de ‘gourmet’ como la que dejó Theophile Gautier en su Viaje por España (1840):

Experimenté una viva satisfacción al atar mi mula a los barrotes de la posada, Nuestra cena fue frugal; los criados y las criadas de la posada se habían ido a bailar y no había más remedio que conformarse con un gazpacho. El gazpacho es una comida que merece una descripción particular, y vamos a tratar de hacerla seguros de que si Brillat-Savarín la hubiese conocido se le hubiesen puesto los pelos de punta. Para hacer un gazpacho hay que llenar una sopera de agua; a ella se agrega un chorro de vinagre y después se ponen ajos, cebollas cortadas en pedacitos, rajas de pepinos, algunos trozos de pimiento y un poco de sal. Se le añade pan cortado en pedazos, que así queda en remojo. Dentro de esta mezcla. El gazpacho se sirve frío. Los perros un poco refinados de nuestro país se negarían seguramente a meter su hocico en semejante comida. Sin embargo, es el plato favorito de los andaluces y las más lindas mujeres no tienen inconveniente en tomar grandes platos de esta sopa infernal. El gazpacho pasa por ser muy refrescante, opinión demasiado audaz. Hemos de declarar, sin embargo, que aun cuando la primera vez que se prueba parece mal, acaba uno por acostumbrarse a él y hasta por tomarlo con gusto. Como compensación providencial para tan parva comida tuvimos un excelente vino blanco de Málaga, del que vaciamos hasta la última gota. Esto reparó nuestras fuerzas agotadas por la terrible expedición de nueve horas seguidas de caminos inverosímiles, y bajo una temperatura tórrida.
Theophile Gautier (1840)

### Una posada de Starkie
Parece reconocido que el hispanista irlandés Walter Starkie, “caballero andante del violín” (como le llamó Antonio Espina), fue uno de los más distinguidos viajeros al modo clásico en la España del primer tercio del siglo xx, y siguiendo las huellas de George Borrow. Suya es una de las más plásticas y psicológicas descripciones de una posada española, la de Pancorbo al norte de la provincia de Burgos, en el límite de Castilla con Vascongadas. Llegado al pueblo tras haber pasado la noche anterior al aire libre, encontró el establecimiento a las afueras del pueblo (entre el camino y la vía del tren), «una casa de labor castellana bastante ruinosa» y preguntándose «En qué categoría de hoteles españoles» estaría catalogado aquel establecimiento que, al traspasar la puerta consideró como posada, que «según la tradición castellana» tenía su planta baja destinada a las mulas y el ganado, un espacio oscuro por el que avanzó a tientas y resbalando en las heces de los animales. Una escalera le llevó al primer piso, donde se sorprendió por el «confort. A lo largo de la pared del corredor, que iba de un extremo a otro de la casa, había viejas sillas españolas y un arca tallada; en la cocina había muchas cafeteras y cazuelas resplandecientes; el comedor era agradable y el dormitorio, con su ventana que daba a un huerto, ostentaba una magnífica cama de matrimonio, con sábanas limpias y un edredón vistoso. (...) No, no era una posada ni un parador, pues un parador es tan solo un sitio para detenerse unas horas...».

### Puntos de vista

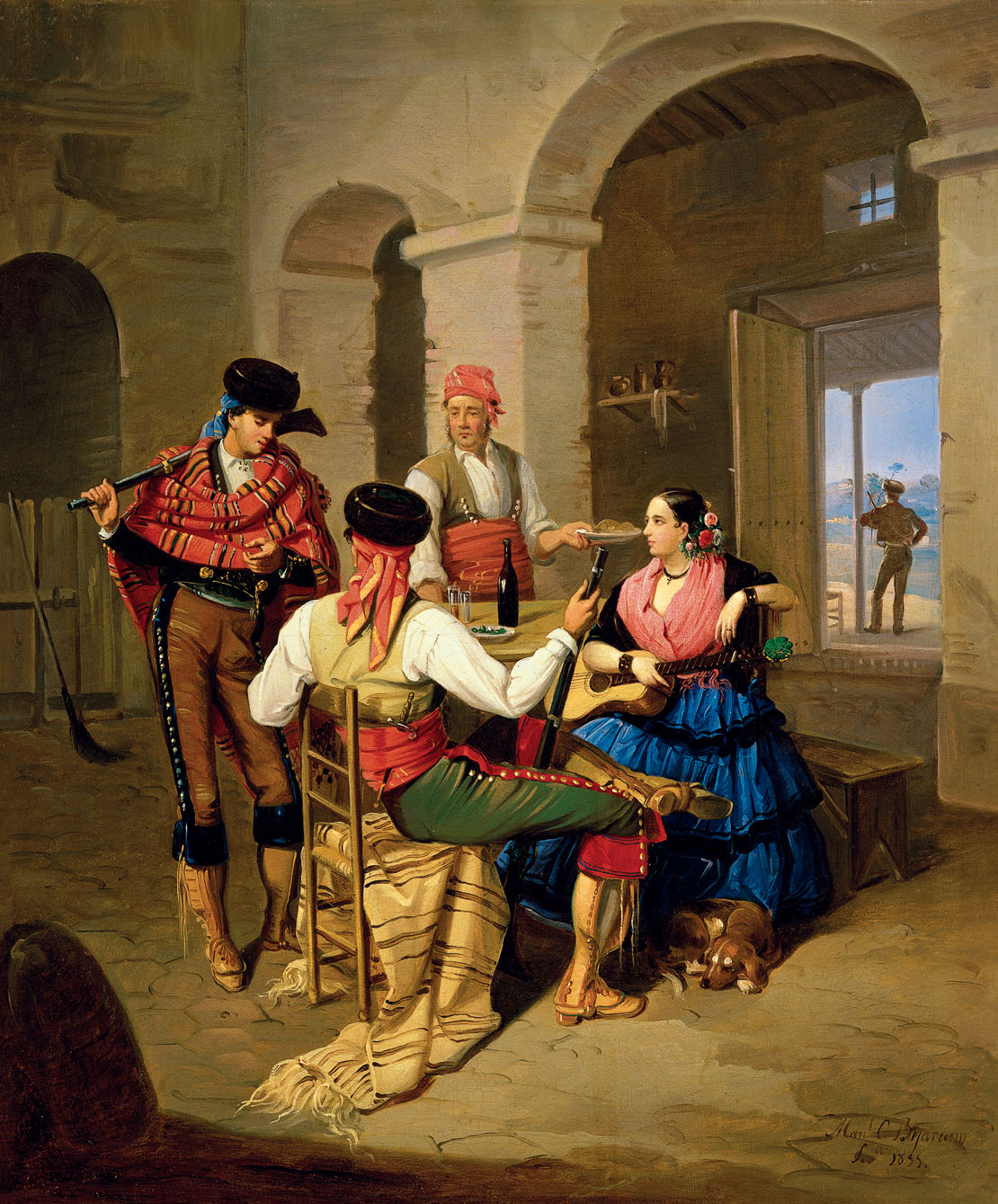
Tópicos costumbristas de una posada andaluza, óleo de Manuel Cabral Aguado-Bejarano (1855)

Al hilo de la mala fama de las posadas españolas, y sobre la fiabilidad de las descripciones de los viajeros extranjeros, puede resultar ilustrativos los párrafos que en el trasiego de viajes y viajeros por las posadas italianas y españolas dedica en sus memorias Leandro Fernández de Moratín, y que pueden leerse en su libro Viaje a Italia, vivido hacia 1795, y publicado en 1867, cuarenta años después de su muerte.

(en un viaje en diligencia entre Turín y Milán, escribe Moratín:) Un genovés sórdido, con su mujer y su hija (horrendas las dos), que en vez de hablar, ladraba, quejándose siempre de la carestía de los comestibles, y de que en las posadas las puertas de los cuartos no tienen cerrojo por de dentro, y por consiguiente, todo genovés que duerma en ellos está expuesto a ser asesinado. Una vieja ridícula, tan poco enseñada a coche, que en todo el camino dejó de vomitar y el fraile la apretaba la cabeza y la aflojaba la cotilla, y se esforzaba en persuadirla que todo aquello era mal de madre y así que llegaba a las posadas empezaba a despanzurrar colchones y quemar lana para dar humazos a la vieja, de donde resultaba un pebete infernal.

No cabría dudar sin embargo de la honestidad de Moratín, que páginas más adelante, y de nuevo en España, hace este retrato de una posada andaluza:

Algeciras es un gran lugarote, con dos plazas y dos o tres calles buenas. (...) Estuve alojado en la única posada del pueblo. La patrona era la mujer más desabrida que he visto y aún por eso la llaman Mariquita sin gusto. El cuarto no tenía vidrieras, por cada rendija de las ventanas cabía un brazo; sobre mi cama chorreaban dos o tres goteras. La comida que me daban consistía en un plato de sopas, otro plato de berzas mal cocidas, sepultado en ellas un pedazo de tocino, y nada de carne porque, según me dijo la señora Mariquita, no había en el lugar ni vaca ni carnero, un pescuezo o un alón de pavo que podía volar según las plumas que tenía y un platillo con dos docenas de pasas y otro con seis o siete aceitunas. Este cuarto, esta comida y una jícara de chocolate purgante que tomaba por desayuno me costaba 25 reales cada día.
Leadro Fernández de Moratín (1795)

### Refranero

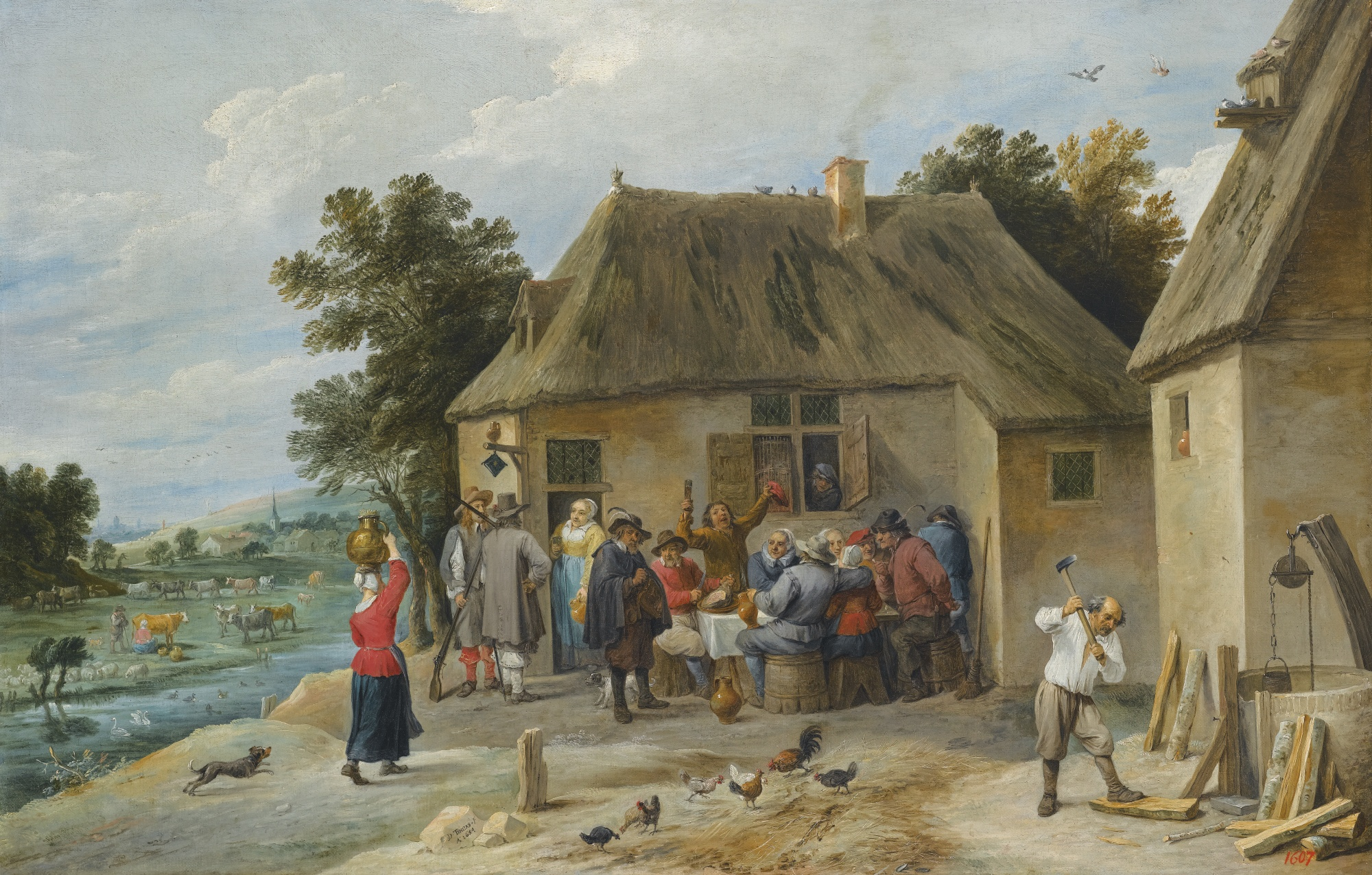
Una posada en los Países Bajos, óleo de David Teniers II (1654)

Frecuente asimismo en la literatura popular de refranes, reflexiones y consejos; así, por ejemplo en estos dichos, refranes y expresiones del tesoro de la tradición oral y escrita:
- «El salir de la posada es la mejor jornada».[26]
- «Ni a pícaro descalzo, ni a hombre callado, ni a mujer barbada les des posada».
- «Guilindón, guilindón, quien no tiene posada que busque un mesón».
- «Posada mala, do la hija es risueña y la huéspeda enamorada.».
- «Vida sin fiestas es como largo camino sin posadas» (a partir de un pensamiento de Demócrito de Abdera).

## Simbología
El símbolo del caballo aparece asociado con frecuencia a las posadas, para darles nombre o figurar en sus cartelones. Así lo recuerda por ejemplo: La posada del Caballito Blanco (opereta alemana de 1930); iconografía equina que también utiliza Tolkien en su descripción de la posada El Póney Pisador. 